# Olympische Sommerspiele 2020/Fußball/Qualifikation
Für die olympischen Fußballturniere 2020 konnten sich bei den Männern 16 und bei den Frauen 12 Mannschaften qualifizieren.

## Männer
Das FIFA-Organisationskomitee beschloss auf seiner Sitzung am 14. September 2017 die Verteilung der Qualifikationsplätze.

### Qualifizierte Mannschaften
| Qualifikationswettbewerb                              | Datum                           | Ort                | Plätze | Qualifizierte Teams |
| ----------------------------------------------------- | ------------------------------- | ------------------ | ------ | ------------------- |
| Gastgeber                                             | 7. September 2013               | Buenos Aires       | 1      | Japan               |
| U-21-Europameisterschaft 2019                         | 16.–30. Juni 2019               | Italien San Marino | 4      | Deutschland         |
| U-21-Europameisterschaft 2019                         | 16.–30. Juni 2019               | Italien San Marino | 4      | Frankreich          |
| U-21-Europameisterschaft 2019                         | 16.–30. Juni 2019               | Italien San Marino | 4      | Rumänien            |
| U-21-Europameisterschaft 2019                         | 16.–30. Juni 2019               | Italien San Marino | 4      | Spanien             |
| U-23-Ozeanienmeisterschaft 2019                       | 21. September – 5. Oktober 2019 | Fidschi            | 1      | Neuseeland          |
| U-23-Afrika-Cup 2019                                  | 8.–22. November 2019            | Ägypten            | 3      | Elfenbeinküste      |
| U-23-Afrika-Cup 2019                                  | 8.–22. November 2019            | Ägypten            | 3      | Ägypten             |
| U-23-Afrika-Cup 2019                                  | 8.–22. November 2019            | Ägypten            | 3      | Südafrika           |
| U-23-Asienmeisterschaft 2020                          | 8. – 26. Januar 2020            | Thailand           | 3      | Australien          |
| U-23-Asienmeisterschaft 2020                          | 8. – 26. Januar 2020            | Thailand           | 3      | Saudi-Arabien       |
| U-23-Asienmeisterschaft 2020                          | 8. – 26. Januar 2020            | Thailand           | 3      | Südkorea            |
| Südamerikanisches Qualifikationsturnier               | 18. Januar – 9. Februar 2020    | Kolumbien          | 2      | Argentinien         |
| Südamerikanisches Qualifikationsturnier               | 18. Januar – 9. Februar 2020    | Kolumbien          | 2      | Brasilien           |
| Nord- und Zentralamerikanisches Qualifikationsturnier | 15. – 28. März 2021 1           | Mexiko             | 2      | Honduras            |
| Nord- und Zentralamerikanisches Qualifikationsturnier | 15. – 28. März 2021 1           | Mexiko             | 2      | Mexiko              |
| Gesamt                                                | Gesamt                          | Gesamt             | 16     | 16                  |

### Asien
Die Mitglieder des asiatischen Verbandes AFC ermittelten bei der U-23-Asienmeisterschaft in Thailand vom 8. bis zum 26. Januar 2020 ihre Teilnehmer. Die drei bestplatzierten Mannschaften aus Südkorea, Saudi-Arabien und Australien qualifizierten sich neben Gastgeber Japan für das olympische Fußballturnier.
| - Australien - Bahrain - China - Irak - Iran - Japan - Jordanien - Katar | - Nordkorea - Saudi-Arabien - Südkorea - Syrien - Thailand (Gastgeber) - Usbekistan - Ver. Arab. Emirate - Vietnam |

### Spielplan
|  | Halbfinale          | Halbfinale    |            |   | Finale | Finale |
|  |                     |               |            |   |        |        |
|  | Australien          | 0             |            |   |        |        |
|  | Südkorea            | 2             |            |   |        |        |
|  |                     |               |            |   |        |        |
|  |                     |               |            |   |        |        |
|  | Südkorea            | 01            |            |   |        |        |
|  |                     | Saudi-Arabien | 0          |   |        |        |
|  |                     |               |            |   |        |        |
|  | Spiel um Platz drei |               |            |   |        |        |
|  |                     |               | Australien | 1 |        |        |
|  | Saudi-Arabien       | 1             | Usbekistan | 0 |        |        |
|  | Usbekistan          | 0             |            |   |        |        |

1 Sieg nach Verlängerung

### Afrika
Für den afrikanischen Verband CAF war der U-23-Afrika-Cup in Ägypten maßgeblich, der vom 8. bis zum 22. November 2019 stattfand. Neben den beiden Finalisten Ägypten und der Elfenbeinküste, qualifizierte sich auch Südafrika als Sieger des Spiels um Platz 3 für Olympia. Folgende acht Mannschaften nahmen am U-23-Afrika-Cup teil:
- Ägypten (Gastgeber)
- Kamerun
- Ghana
- Elfenbeinküste
- Mali
- Nigeria
- Südafrika
- Sambia

### Europa
Das Qualifikationsturnier der UEFA war die U-21-Europameisterschaft vom 16. bis zum 30. Juni 2019 in Italien und San Marino. Für die Endrunde hatten sich folgende Mannschaften qualifiziert:
- Italien (Gastgeber)
- Kroatien (Sieger Gruppe 1)
- Spanien (Sieger Gruppe 2)
- Dänemark (Sieger Gruppe 3)
- England (Sieger Gruppe 4)
- Deutschland (Sieger Gruppe 5)
- Belgien (Sieger Gruppe 6)
- Serbien (Sieger Gruppe 7)
- Rumänien (Sieger Gruppe 8)
- Frankreich (Sieger Gruppe 9)
- Polen (Play-off-Sieger)
- Österreich (Play-off-Sieger)

Die vier Halbfinalisten Deutschland, Frankreich, Rumänien und Spanien qualifizierten sich für das olympische Turnier.

|  | Halbfinale  | Halbfinale |             |         | Finale | Finale |
|  |             |            |             |         |        |        |
|  |             |            |             |         |        |        |
|  | Deutschland | 4          |             |         |        |        |
|  | Rumänien    | 2          |             |         |        |        |
|  |             |            | Deutschland | 1       |        |        |
|  |             |            |             | Spanien | 2      |        |
|  | Spanien     | 4          |             |         |        |        |
|  | Frankreich  | 1          |             |         |        |        |
|  |             |            |             |         |        |        |

### Nord- und Zentralamerika
Aus dem nord- und zentralamerikanischen Verband CONCACAF qualifizierten zwei Mannschaften über ein Qualifikationsturnier, das vom 24. März bis 1. April 2021 ausgespielt wurde. Honduras und Mexiko sicherten sich durch Halbfinalsiege gegen die USA bzw. Kanada die beiden letzten Startplätze beim olympischen Fußballturnier.
- Mexiko (Gastgeber)
- Kanada
- Vereinigte Staaten
- Costa Rica
- El Salvador
- Dominikanische Republik
- Haiti
- Honduras

### Ozeanien
Der Startplatz des ozeanischen Verbandes OFC wurde nicht mehr über das Fußballturnier der Pazifikspiele ermittelt, sondern über die erstmals ausgetragene U-23-Ozeanienmeisterschaft 2019 auf den Fidschi-Inseln ausgespielt. Neuseeland hat sich als Sieger des Turniers für die Olympischen Spiele qualifiziert. Am Turnier nahmen folgende 11 Mannschaften teil:
- Fidschi (Gastgeber)
- Amerikanisch-Samoa
- Neuseeland
- Papua-Neuguinea
- Samoa
- Salomonen
- Tonga
- Vanuatu

### Südamerika
Der südamerikanische Verband CONMEBOL ermittelte seine zwei Plätze für das olympische Turnier nicht mehr über die U-20-Südamerikameisterschaft, sondern vom 15. Januar bis zum 2. Februar 2020 bei einem Qualifikationsturnier in Kolumbien. An diesem Turnier nahmen die folgenden zehn Nationen teil. Brasilien und Argentinien sicherten sich die Quotenplätze für Tokio.
- Kolumbien (Gastgeber)
- Argentinien
- Bolivien
- Brasilien
- Chile
- Ecuador
- Paraguay
- Peru
- Uruguay
- Venezuela

## Frauen
Das FIFA-Organisationskomitee beschloss auf seiner Sitzung am 14. September 2017 die Verteilung der Qualifikationsplätze.

### Qualifizierte Mannschaften
| Qualifikationswettbewerb                              | Qualifikationswettbewerb                              | Datum                           | Ort                | Plätze | Qualifizierte Teams |
| ----------------------------------------------------- | ----------------------------------------------------- | ------------------------------- | ------------------ | ------ | ------------------- |
| Gastgeber                                             | Gastgeber                                             | 7. September 2013               | Buenos Aires       | 1      | Japan               |
| Südamerikameisterschaft 2018                          | Südamerikameisterschaft 2018                          | 4.–22. April 2018               | Chile              | 1      | Brasilien           |
| Ozeanienmeisterschaft 2018                            | Ozeanienmeisterschaft 2018                            | 18. November – 1. Dezember 2018 | Neukaledonien      | 1      | Neuseeland          |
| Weltmeisterschaft 2019                                | Europa                                                | 7. Juni – 7. Juli 2019          | Frankreich         | 3      | Großbritannien      |
| Weltmeisterschaft 2019                                | Europa                                                | 7. Juni – 7. Juli 2019          | Frankreich         | 3      | Niederlande         |
| Weltmeisterschaft 2019                                | Europa                                                | 7. Juni – 7. Juli 2019          | Frankreich         | 3      | Schweden            |
| Nord- und Zentralamerikanisches Qualifikationsturnier | Nord- und Zentralamerikanisches Qualifikationsturnier | 28. Januar – 9. Februar 2020    | Vereinigte Staaten | 2      | Kanada              |
| Nord- und Zentralamerikanisches Qualifikationsturnier | Nord- und Zentralamerikanisches Qualifikationsturnier | 28. Januar – 9. Februar 2020    | Vereinigte Staaten | 2      | Vereinigte Staaten  |
| Asiatisches Qualifikationsturnier                     | Asiatisches Qualifikationsturnier                     | 6. – 11. März 2020              | mehrere Länder     | 2      | Australien          |
| Asiatisches Qualifikationsturnier                     | Asiatisches Qualifikationsturnier                     | 8.– 13. April 2021              | mehrere Länder     | 2      | Volksrepublik China |
| Afrikanisches Qualifikationsturnier                   | Afrikanisches Qualifikationsturnier                   | 3. April 2019 – 10. März 2020   | mehrere Länder     | 1      | Sambia              |
| Play-off-Spiele Chile und Kamerun                     | Play-off-Spiele Chile und Kamerun                     | 10.–13. April 2021              | Türkei             | 1      | Chile               |
| Gesamt                                                | Gesamt                                                | Gesamt                          | Gesamt             | 12     | 12                  |

### Asien
Die dem asiatischen Verband AFC zustehenden Startplätze werden in einem Qualifikationsturnier in vier Runden ausgespielt. Die erste Runde fand im November 2018 und die zweite Runde im April 2019 statt. Die dritte Runde wird im Januar und Februar 2020 sowie die vierte Runde im März 2020 ausgetragen. Neben Gastgeber Japan werden sich die beiden Sieger der vierten Runde für die Olympischen Spiele qualifizieren. Dies gelang Australien im März 2020. Der letzte Platz wird zwischen China und Südkorea ausgespielt. Die beiden Spiele wurden wegen der COVID-19-Pandemie mehrfach verschoben und fanden letztlich im April 2021 statt. China konnte zunächst in Südkorea mit 2:1 gewinnen. Im Rückspiel konnte Südkorea mit 2:0 in Führung gehen, musste aber in der regulären Spielzeit das 1:2 hinnehmen, so dass es zur Verlängerung kam, in der die Chinesinnen durch den Ausgleich zum 2:2 sich die Olympiateilnahme sicherten.
Folgende Mannschaften haben an diesem Turnier teilgenommen:
- Australien
- China
- Chinesisch Taipeh
- Hongkong
- Indien
- Indonesien
- Iran
- Jordanien
- Malediven
- Myanmar
- Nepal
- Nordkorea (zurückgezogen)
- Palästina
- Philippinen
- Singapur
- Südkorea
- Tadschikistan
- Thailand
- Usbekistan
- Vereinigte Arabische Emirate (zurückgezogen)
- Vietnam

### Afrika
Der direkte Startplatz des afrikanischen Verbandes CAF wurde in einem Qualifikationsturnier ermittelt. Sambia qualifizierte sich als beste Mannschaft direkt und erstmals für das olympische Turnier. Kamerun qualifizierte sich als Zweiter für die beiden Play-off-Spiele gegen Chile, den Zweiten der Südamerika-Qualifikation. Folgende Nationen nahmen teil:
- Algerien
- Angola*
- Äquatorialguinea*
- Äthiopien
- Botswana
- Elfenbeinküste
- Gabun
- Ghana
- Demokratische Republik Kongo
- Republik Kongo
- Kenia
- Malawi
- Mali
- Marokko
- Mosambik
- Namibia
- Nigeria
- Sambia
- Sierra Leone*
- Simbabwe
- Südafrika
- Tansania
- Tschad
- Uganda

Anmerkung: Mit „*“ markierte Mannschaften wurden vor Turnierstart zurückgezogen bzw. von der FIFA suspendiert (Sierra Leone).

### Europa
Aus dem europäischen Verband UEFA konnten sich die drei besten europäischen Mannschaften der Weltmeisterschaft 2019 in Frankreich qualifizieren. Falls mehrere infrage kommende Mannschaften in derselben Runde ausgeschieden wären, wäre wie 2016 zwischen diesen ein Qualifikationsturnier ausgespielt worden. Folgende neun Mannschaften aus Europa nahmen an der WM teil:
- Deutschland
- England
- Frankreich (Gastgeber)
- Italien
- Niederlande
- Norwegen
- Schottland
- Schweden
- Spanien

England, die Niederlande und Schweden erreichten als einzige europäische Mannschaften das Halbfinale und da sich die britischen Verbände vorab darauf geeinigt hatten eine gemeinsame Mannschaft zu entsenden, wenn England zu den drei besten europäischen Mannschaften gehören würde, stehen die drei europäischen Teilnehmer damit fest.

### Nord- und Zentralamerika
Die Vereinigten Staaten und Kanada wurden als Vertreter des nord- und mittelamerikanischen Verbands CONCACAF bei einem Qualifikationsturnier im Februar 2020 ermittelt. Daran nahmen folgende Nationen teil:
- Kanada
- Mexiko
- Vereinigte Staaten
- Costa Rica
- St. Kitts und Nevis
- Panama
- Jamaika
- Haiti

### Ozeanien
Der Startplatz des ozeanischen Verbandes OFC wurde über die Ozeanienmeisterschaft der Frauen vom 18. November bis zum 1. Dezember 2018 in Neukaledonien ermittelt. Daran nahmen folgende acht Nationen teil:
- Cookinseln
- Fidschi
- Neukaledonien
- Neuseeland
- Papua-Neuguinea
- Samoa
- Tahiti
- Tonga

Jedoch hatten Tahiti und Neukaledonien kein Recht auf den Startplatz bei den Olympischen Spielen, da diese kein eigenes Nationales Olympisches Komitee besitzen.
Im Finale setzte sich Titelverteidiger Neuseeland mit 8:0 gegen die Fidschi-Inseln durch. Im Turnierverlauf blieben die Neuseeländerinnen ohne ein einziges Gegentor.

### Südamerika
Bei der Südamerikameisterschaft der Frauen 2018 in Chile wurden die Startplätze des südamerikanischen Verbandes CONMEBOL ausgespielt. Hier nahmen folgende Mannschaften teil:
- Argentinien
- Bolivien
- Brasilien
- Chile
- Ecuador
- Kolumbien
- Paraguay
- Peru
- Uruguay
- Venezuela

In der Finalrunde wurde Brasilien souverän Gruppensieger und qualifizierte sich als erste Mannschaft für das olympische Turnier. Die zweitplatzierte Mannschaft, Chile, hatte noch die Chance sich in zwei Play-off-Spielen gegen Kamerun, den Zweiten der Afrika-Qualifikation durchzusetzen.

### Interkontinentales Play-off
Die Spiele fanden wegen der COVID-19-Pandemie in der Türkei im Venue Emirhan Sport Center Stadium (Side) statt.
|                                                          | Gesamt |                                           | Hinspiel  | Rückspiel |
| -------------------------------------------------------- | ------ | ----------------------------------------- | --------- | --------- |
| Kamerun Zweiter des Afrikanischen Qualifikationsturniers | 1:2    | Chile Zweiter der Südamerikameisterschaft | 1:2 (0:1) | 0:0       |